# Javier Pérez de Cuéllar
Javier Pérez de Cuéllar Guerra (ur. 19 stycznia 1920 w Limie, zm. 4 marca 2020 tamże) – peruwiański polityk i dyplomata, w latach 1982–1991 sekretarz generalny ONZ, w latach 2000–2001 premier Peru.

## Życiorys
W 1940 rozpoczął pracę w Ministerstwie Spraw Zagranicznych, a w 1944 wstąpił do korpusu dyplomatycznego Peru, pełniąc funkcję sekretarza ambasady w placówkach we Francji, Wielkiej Brytanii, Boliwii i Brazylii. Od 1961 był ambasadorem w Szwajcarii, ZSRR, Polsce i Wenezueli. W latach 1971–1975 był przedstawicielem Peru w ONZ, a w okresie 1975–1977 zastępcą sekretarza generalnego.
27 lutego 1979 został mianowany podsekretarzem ONZ do spraw specjalnych i był osobistym przedstawicielem sekretarza generalnego do spraw Afganistanu. 1 stycznia 1982 objął po raz pierwszy funkcję sekretarza generalnego.

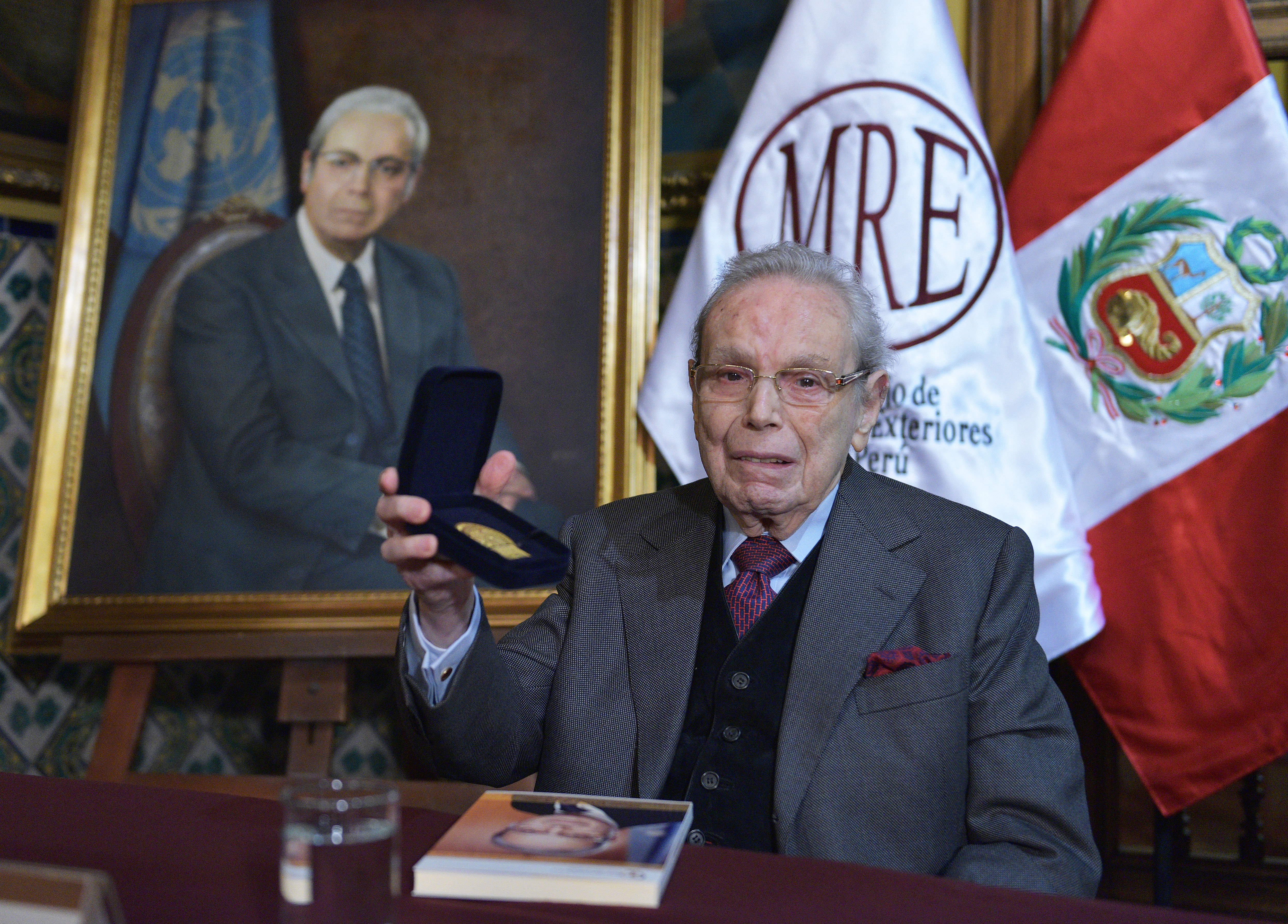
Javier Pérez de Cuéllar (2015)

Jako sekretarz generalny dzięki swym talentom negocjacyjnym doprowadził do zawieszenia broni w wojnie iracko-irańskiej w 1988, a także do uzyskania niepodległości przez Namibię w 1990. Tuż przed I wojną w Zatoce Perskiej negocjował z Saddamem Husajnem wycofanie oddziałów irackich z Kuwejtu.
Po dwóch kadencjach na stanowisku sekretarza generalnego założył w 1995 Związek na rzecz Peru, z ramienia którego kandydował w wyborach prezydenckich. W 1995 przegrał wybory prezydenckie z Alberto Fujimorim. Po ucieczce Fujimoriego i w okresie powstałych wówczas zamieszek, od listopada 2000 do lipca 2001 pełnił funkcję premiera kraju, potem był ambasadorem we Francji, kończąc misję we wrześniu 2004.
W 1984 Uniwersytet Jagielloński przyznał mu tytuł doktora honoris causa.